# Número oblongo

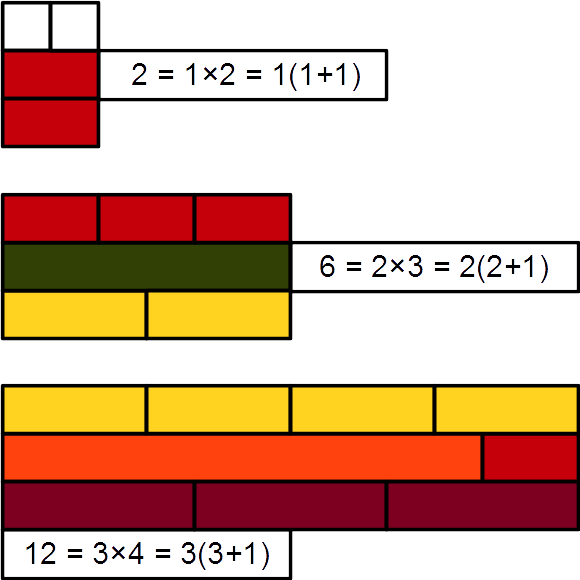
Imagen que muestra la formación de los números oblongos.

Un número oblongo, número rectangular, número prónico, o número heteromécico, es un número que es el producto de dos naturales consecutivos, esto es:  n (n + 1) que puede ser expresado como n² + n.  Los primeros números oblongos son: 
0, 2, 6, 12, 20, 30, 42, 56, 72, 90, 110, 132, 156, 182, 210, 240, 272, 306, 342, 380, 420, 462 … (sucesión A0002378 en OEIS)
El n-ésimo número oblongo es dos veces el n-ésimo número triangular. Por otra parte todos los oblongos son pares y el único que es primo es el 2. 
El número de elementos de una matriz cuadrada que no pertenecen a su diagonal principal es siempre un número oblongo.